# Минерштат
Минерштат (њем. Münnerstadt) град је у њемачкој савезној држави Баварска. Једно је од 26 општинских средишта округа Бад Кисинген. Према процјени из 2010. у граду је живјело 7.898 становника. Посједује регионалну шифру (AGS) 9672135.

## Географски и демографски подаци
Минерштат се налази у савезној држави Баварска у округу Бад Кисинген. Град се налази на надморској висини од 236 метара. Површина општине износи 93,1 km². У самом граду је, према процјени из 2010. године, живјело 7.898 становника. Просјечна густина становништва износи 85 становника/km².

## Међународна сарадња
| Мјесто | Држава    | Врста сарадње | Од    |
| ------ | --------- | ------------- | ----- |
|        | Француска | партнерство   | 1979. |
| Извор  |           |               |       |